# Torre Zozzoli
Torre Zozzoli (detta Torri Sgarràta in dialetto lizzanese), è una torre di avvistamento antisaracena, risalente al '500, situata nel comune di Taranto presso il confine con Lizzano.

## Storia e descrizione
Si trova nell'isola amministrativa del comune di Taranto, tra Marina di Lizzano e Marina di Pulsano, al confine con l'agro lizzanese.
In passato conosciuta anche col nome di Sassoli o Salzoli, si trova a 2,3 chilometri a sudest di Torre Castelluccia e ad 1,2 chilometri a sudovest di Torre Canneto, altra torre antisaracena ormai scomparsa, nel comune di Lizzano.
Alle spalle di questa torre, verso l'interno, a meno di due chilometri, esisteva una masseria fortificata denominata La Torretta, che ancora oggi fornisce il nome alla contrada, collegata a Lizzano attraverso un sentiero.